# پاستل

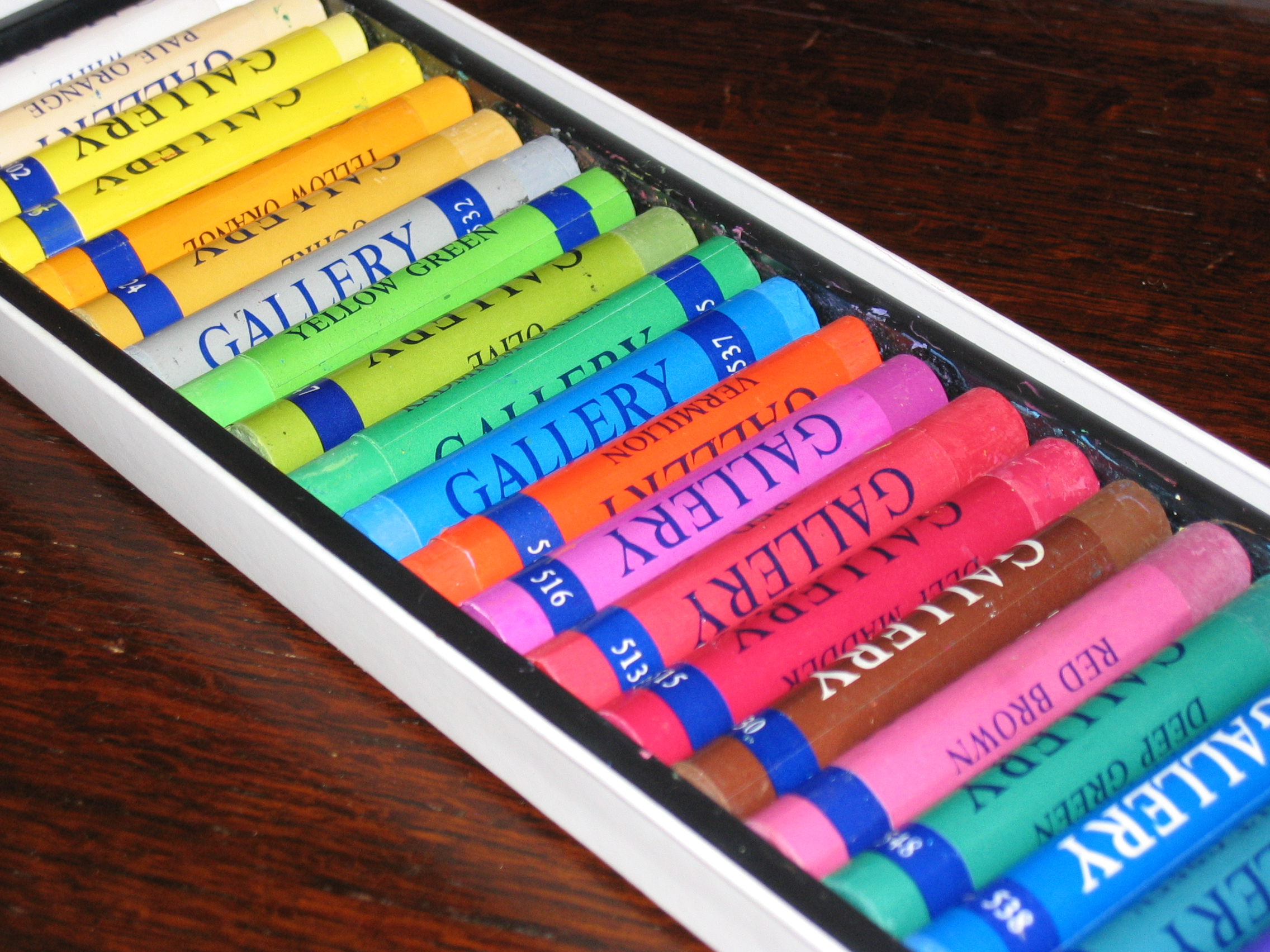
نمونه‌ای از پاستل

پاستل (به فرانسوی: Pastel) یا گچ‌رنگ خمیره‌ای از ماده‌های رنگی آمیخته با گچ و صمغ است که به‌صورت چوبچه درآمده‌است. واژهٔ پاستل مأخوذ از «پاستِلّو» در زبان ایتالیایی، به معنای خمیر به دست آمده و پاستل به معنای خمیر مدادرنگی است؛ اما در واقع پاستل یک ابزار هنری برای طراحی و تشکیل‌شده از پودر خالص رنگدانه و چسباننده است. رنگدانه‌های مورد استفاده در گچ‌رنگ همان‌هایی است که در ساخت دیگر وسایل رنگ‌آمیزی همانند رنگ و روغن به کار برده می‌شوند.
پاستل شامل رنگ‌دانه‌های پودری است که به هم چسبیده‌اند. این رنگدانه‌ها اساساً همان‌هایی هستند که برای دیگر ابزارهای نقاشی مانند آبرنگ، اکریلیک و مدادرنگی نیز به کار می‌روند. اما پاستل به دلیل تأثیری که از خود بر کاغذ باقی می‌گذارد به تکنیکی خاص و متفاوت تر نیاز دارد.
همهٔ پاستل‌ها ویژگی‌های یکسانی ندارند.
برخلاف سایر رنگ‌های مایع، سرعت و احتمال تخریب و از بین رفتن رنگ‌های پاستل در صورت تماس با سطح نقاشی، بسیار زیاد است. در این حالت می‌توان پس از اتمام نقاشی از اسپری فیکساتیو استفاده کرد.

## کاغذهای مناسب نقاشی با پاستل
کاغذهایی که برای نقاشی با پاستل مورد استفاده قرار می‌گیرند، بافت‌ها و وزن‌های متفاوت و بسیاری دارند اما در مجموع از کاغذهایی که برای نقاشی با اکریلیک یا آبرنگ انتخاب می‌شوند، زبرتر و ناهموار تر هستند، زیرا پاستل به راحتی و به‌طور کامل به صفحه‌های صاف نمی‌چسبد.
کاغذهای پاستل همچنین رنگ‌های متنوعی نیز دارند و دلیل انتخاب کاغذ رنگی برای نقاشی با پاستل، میزان اشباع و چگالی عالی آن‌ها است.

## انواع پاستل‌ها
انواع پاستل‌های روغنی و مدادهای شمعی به شکل قلمی و استوانه‌ای هستند و از رنگدانه به اضافه روغن‌های گیاهی، که به آن‌ها خاصیت چسبندگی می‌بخشد، تشکیل شده‌اند. بعضی از لوله‌های استوانه‌ای نرم‌تر از بقیه هستند که این به دلیل تفاوت‌های کمی است که در ترکیبات آن‌ها وجود دارد؛ از این جهت کیفیت رنگ پاستل نیز رابطهٔ مستقیمی با استفاده از رنگ‌دانه‌های طبیعی دارد.
پاستل‌ها در چهار نوع وجود دارند: سخت، نرم، مدادی و روغنی. نرمی و سختی این ماده به میزان چسب مورد استفاده بستگی دارد.
پاستل‌های نرم، چسب کمتر و رنگدانهٔ بیشتری دارند. آن‌ها معمولاً شکل استوانه ای دارند. این نوع شکل سنتی پاستل است و بیشتر از انواع دیگر مورد استفاده قرار می‌گیرد. آن‌ها شامل مقدار زیادی رنگدانه هستند که با حداقل چسب ممکن در کنار هم قرار گرفته‌اند. شکنندگی و بافت نرم آن‌ها باعث می‌شود که به خوبی ترکیب شوند. پاستل‌های نرم در طیف وسیع تری از رنگ نسبت به دیگر پاستل‌ها موجود است.
پاستل‌های سخت معمولاً مستطیلی و دارای چسب بیشتری هستند. این پاستل‌ها از همان مواد تشکیل دهندهٔ نوع نرم ساخته می‌شوند با این تفاوت که دارای چسب بیشتر و رنگ دانهٔ کمتری هستند. می‌توان از نوع سخت آن برای طراحی یک نقاشی به‌طور کامل نیز استفاده کرد اما معمولاً هنرمندان از ترکیب پاستل نرم و سخت استفاده می‌کنند. پاستل نرم به راحتی روی کاغذ اثر رنگ می‌گذارد و به آسانی مخلوط می‌شود در حالی که پاستل‌های سخت برای کشیدن جزئیات دقیق مناسب هستند.
پاستل‌های مدادی در چوب محصور شده‌اند و باعث می‌شوند به هم ریختگی کمتر باشد و در عین حال، جزئیات به خوبی طراحی شوند. آن‌ها به سادگی با پاستل‌های نرم و سخت مخلوط می‌شوند. این نوع پاستل به شکل مداد است و برای طراحی جزئیات ریز و دقیق مناسب است.

## تاریخچه
پاستل از زمان رنسانس توسط هنرمندان استفاده می‌شد و در قرن ۱۸ محبوبیت قابل توجهی به‌دست آورد. در این زمان هنرمندان مشهور از پاستل به عنوان پایهٔ کار خود استفاده کردند.

## تفاوت پاستل و مداد شمعی

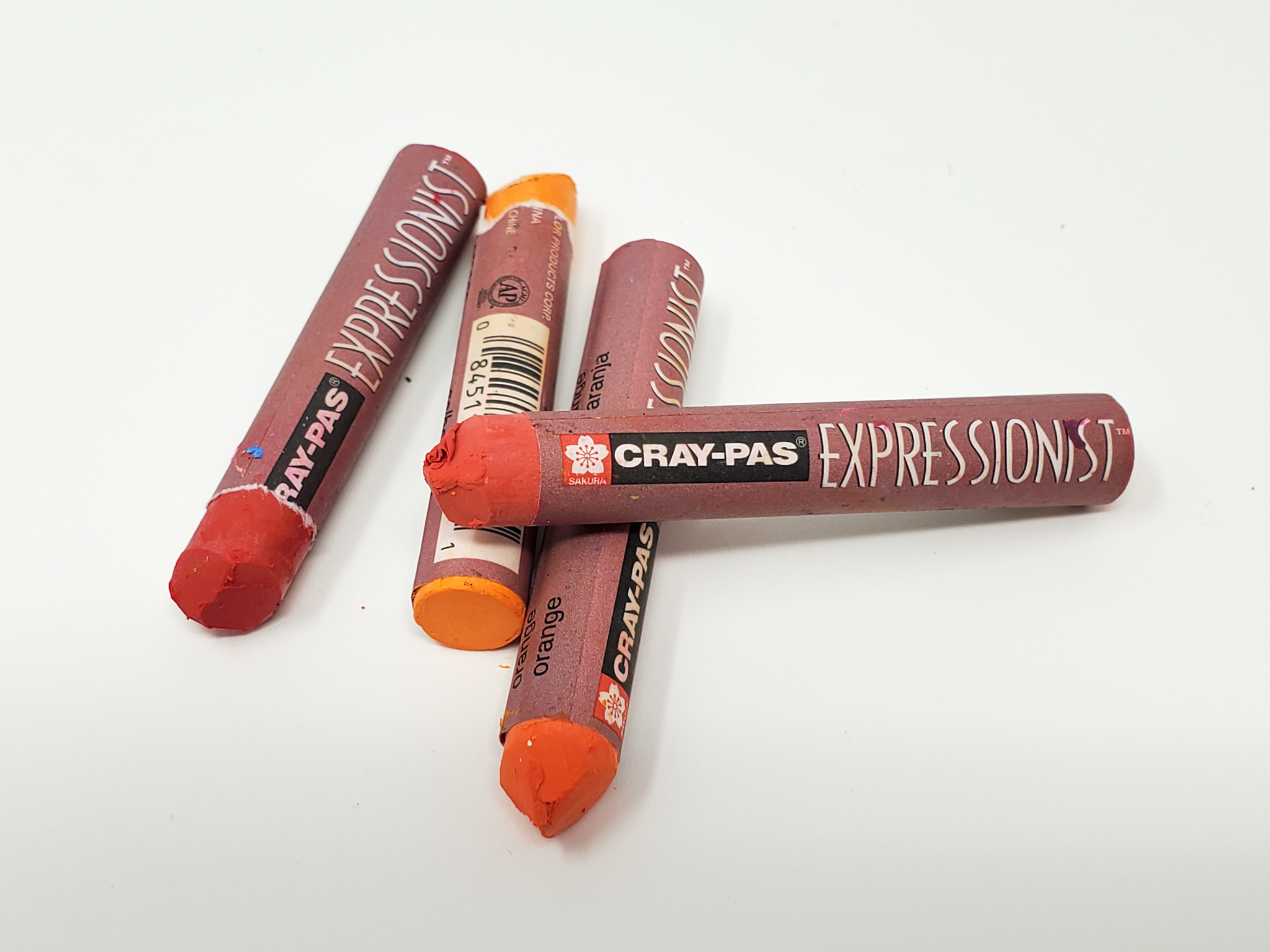
پاستل

به‌طور کلی مداد شمعی و پاستل روغنی را در یک گروه از ابزار نقاشی دسته‌بندی می‌کنند، ولی با کمی تفاوت در ترکیبات، دارای تفاوت‌هایی هستند.
پاستل‌های روغنی، بیشتر خمیری هستند و نرم‌تر روی مقوا می‌نشینند و پوشانندگی بیشتر و بهتری دارند؛ ولی مدادهای شمعی، چرب‌تر و شمعی(مومی) هستند و در برابر رنگ‌های حلال در آب از خود مقاومت بیشتری نشان می‌دهند.